# Imen Mchara
Imen Mchara (en árabe: ايمان مشارة‎  ;nacida el 15 de febrero de 1995) es una futbolista tunecina que juega como delantera en el AF Sousse y en la selección nacional femenina de su país.

## Carrera
Mchara ha jugado para Sousse en Túnez desde el inicio de su carrera.

### Carrera internacional
Se internacionalizó en la categoría absoluta con la selección femenina de Túnez y obtuvo una victoria como visitante anotando un 2-0 sobre Jordania el 13 de junio de 2021. Este fue un partido amistoso con cierto interés por ambas naciones en busca de mayor patrocinio.

### Goles internacionales
| N.º | Fecha                   | Evento                                                | Adversario   | Puntaje | Resultado | Competencia                                                   | Ref.  |
| --- | ----------------------- | ----------------------------------------------------- | ------------ | ------- | --------- | ------------------------------------------------------------- | ----- |
| 1   | 18 de diciembre de 2015 | Centro Técnico Nacional de la FAF, Sidi Moussa, Argel | Argelia      | 1       | 3-1       | Amistoso                                                      |       |
| 2   | 19 de marzo de 2016     | Stade Oued Ellil, Oued Ellil, Túnez                   | Burkina Faso | 1       | 2–0       | Clasificación para la Copa Africana de Naciones Femenina 2016 |       |
| 3   | 16 de febrero de 2020   | Estadio El Kram, El Kram, Túnez                       | Mauritania   | 1       | 3–0       | Torneo Femenino UNAF 2020                                     | [ 3 ] |
| 4   | 27 de agosto de 2021    | Estadio Police Academy , El Cairo, Egipto             | Sudán        | 3       | 12–1      | Copa Árabe Femenina 2021                                      | [ 4 ] |